# Mesnatovci
Mesnatovci (znanstveno ime Albatrellus) so rod gliv iz družine mesnatovk (Albatrellaceae).

## Seznam mesnatovcev Slovenije[4]
- citronasti mesnatovec (Albatrellus citrinus)
- ovčji mesnatovec (Albatrellus ovinus)
- rumeneči mesnatovec (Albatrellus subrubescens)